# Нова Весь-Елцька
Нова Весь-Елцька (пол. Nowa Wieś Ełcka, нім. Neuendorf) — село в Польщі, у гміні Елк Елцького повіту Вармінсько-Мазурського воєводства.
Населення — 1732 особи (2011).
У 1975-1998 роках село належало до Сувальського воєводства.

## Демографія
Демографічна структура станом на 31 березня 2011 року:
|          | Загалом | Допрацездатний вік | Працездатний вік | Постпрацездатний вік |
| -------- | ------- | ------------------ | ---------------- | -------------------- |
| Чоловіки | 886     | 185                | 627              | 74                   |
| Жінки    | 846     | 158                | 523              | 165                  |
| Разом    | 1732    | 343                | 1150             | 239                  |